# Patriarch
Ein Patriarch ist in vorreformatorischen Kirchen ein höchstrangiger Bischof mit alleiniger Jurisdiktionshoheit über ein Patriarchat.
Patriarchen gibt es in den orthodoxen und altorientalischen Kirchen sowie in der römisch-katholischen Kirche, sie stehen an der Spitze der kirchlichen Hierarchie über dem Großerzbischof. Unter Patriarchen gibt es keine hierarchische Reihenfolge, sondern allenfalls protokollarische Ehrenvorränge.
Ein Patriarch kann traditionell in seinem Gebiet patriarchale Synoden abhalten, Bischöfe und andere Ordinarien ernennen, Bistümer und Bistumsgrenzen festlegen, Kirchengesetze erlassen und Kirchenrecht auslegen. Ein Titularpatriarch hat wie ein Titularbischof keine patriarchale Jurisdiktion.
Die Anrede der Patriarchen lautet „Euer Heiligkeit“ bei autonomen und „Euer Seligkeit“ bei unierten Kirchen oder lateinischen Patriarchen (der römisch-katholischen Kirche). In manchen Kirchen wird anstatt oder zusätzlich zu Patriarch der Titel Katholikos benutzt, der im Wesentlichen dem eines Patriarchen entspricht. Die kirchliche Verwaltungseinheit heißt dementsprechend Katholikat.

## Wortherkunft
Das Wort stammt vom griechischen πατριάρχης patriárchēs „Stammvater eines Geschlechts“, „Urvater“ (aus πατήρ patḗr „Vater“ und ἄρχων árchōn „Herrscher, Gebieter“, zurückgehend auf ἀρχή archḗ „Anfang, Beginn; Anfangspunkt; Regierung“, vergl. -archie; später übertragen auf „Führer“), siehe auch Patriarchat. Im Neugriechischen bedeutet ἀρχή „Beginn, Start“, im Altgriechischen „Anfang, Anfangspunkt, Regierung, Oberbefehl“. In der Septuaginta bezeichnete das griechische Wort die drei biblischen Erzväter des Volkes Israel, Abraham, Isaak und Jakob.

## Orthodoxe Kirchen

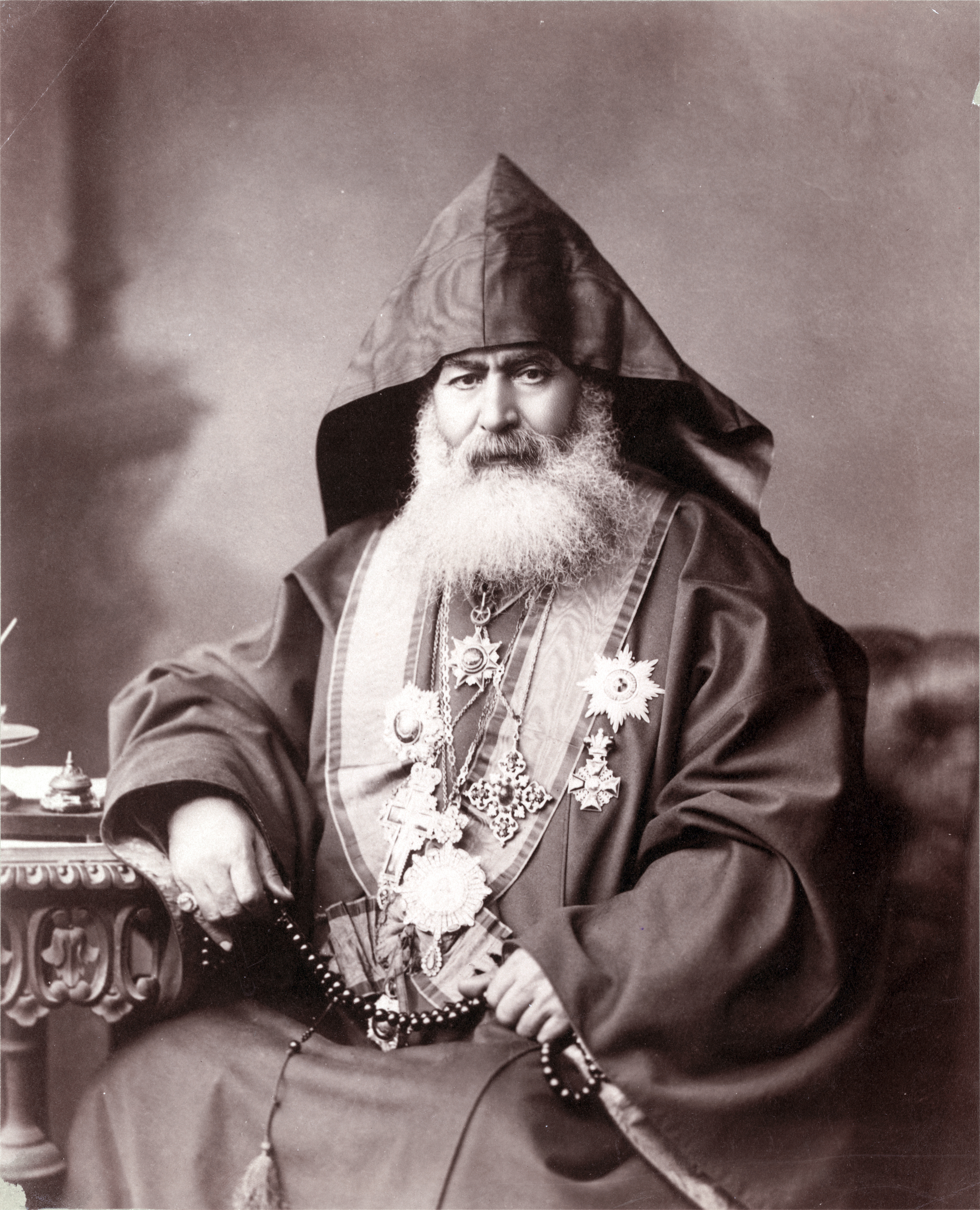
Harootiun Vehabedian (1864–1885), armenischer Patriarch von Jerusalem, mit den zwei höchsten Auszeichnungen des Osmanischen Reiches, dem Mecidî Nişanı und dem Osmanî Nişanı, die ihm Sultan Abdülhamid II. verliehen hat.

Orthodoxe Patriarchen stehen an der Spitze der vier verbleibenden spätantiken (altkirchlichen) Patriarchate (Konstantinopel, Antiochien, Alexandrien, Jerusalem) und einiger großer orthodoxer Landeskirchen (das heißt der serbischen, russischen, bulgarischen und rumänischen orthodoxen Kirche). Die anderen orthodoxen Kirchen haben Metropoliten oder Erzbischöfe als Oberhäupter.
Die griechisch-orthodoxen Patriarchen sehen ihre Kirchen als Teil der „einen katholischen und apostolischen Kirche“ mit dem Ökumenischen Patriarchen von Konstantinopel als Ehrenoberhaupt. Weitere autonome Kirchen unterstehen einem der folgenden Patriarchen, die ein Mitspracherecht bei der Besetzung des jeweiligen Kirchenoberhauptes haben:
- altkirchlich
  - Bartholomäus I., Ökumenischer Patriarch von Konstantinopel, Istanbul
  - Theodoros II., Papst und Patriarch von Alexandrien und ganz Afrika
  - Yuhanna X., Patriarch von Antiochien und dem ganzen Morgenland
  - Theophilos III., Patriarch von Jerusalem
- nachkaiserlich
  - Ilia II., Katholikos und Patriarch von ganz Georgien, Tiflis, Patriarchat seit 11. Jahrhundert, neu seit 1917 (1943 von Moskau anerkannt, 1989 rückwirkend von Konstantinopel)
  - Neofit, Patriarch von Bulgarien, Sofia
  - Kyrill I., Patriarch von Moskau und der ganzen Rus
  - Porfirije, Patriarch von Serbien
  - Daniel, Patriarch von Rumänien

Die gleiche Stellung wie ein Patriarch – nicht dem Namen nach – haben Kirchenoberhäupter anderer Kirchentitel, die einer autokephalen orthodoxen Kirche vorstehen, siehe orthodoxe Kirchen.

## Altorientalische Kirchen
Die Kirchen der Altorientalischen Patriarchen erkennen das Konzil von Chalcedon nicht an. Folgende Patriarchen und Katholikoi stehen Kirchen vor, die autokephal sind oder sich als solche betrachten:
- alexandrinischer Ritus
  - Tawadros II., Papst von Alexandrien und Patriarch von ganz Afrika (Kopten), Kairo, Alexandrien
  - Abune Mathias, Patriarch und Katholikus von Äthiopien, Addis Abeba, autokephal seit 1950, Patriarchat seit 1959
  - Abune Dioskoros, Patriarch von Eritrea, Asmara, Patriarchat seit 1998

- antiochenischer (westsyrischer) Ritus
  - Ignatius Ephräm II. Karim, Patriarch von Antiochien und dem ganzen Orient, (Jakobiten), Damaskus
  - N.N., Katholikos des Orients, Kottayam, Kerala (Indien)  (im Unterschied zum Katholikos von Indien, der abhängig ist vom jakobitischen Patriarchen von Antiochien und dem ganzen Orient)

- armenischer Ritus (Armenisch-apostolische Kirche)
  - Karekin II. Nersissian, Oberster Patriarch und Katholikos aller Armenier, Kathedra: Etschmiadsin; Sitz: Vagharshapat
  - Aram I., Katholikos des Großen Hauses von Kilikien, vor 1915: von Sis
  - Nourhan Manougian, Armenischer Patriarch von Jerusalem
  - Sahag II. Maschalian, Armenischer Patriarch von Konstantinopel

- ostsyrischer Ritus („Nestorianer“)
  - Mar Awa Royel, Katholikos und Patriarch der Assyrischen Kirche des Orients, Kathedra: Seleukia-Ktesiphon (Babylon) mit Sitz in Ankawa
  - Sedisvakanz nach dem Tod von Addai II. (1948–2022), Katholikos und Patriarch der Alten Kirche des Orients, Bagdad, Patriarchat seit 1968

Einige Kirchenoberhäupter tragen den Titel Katholikos zusätzlich oder anstelle eines Patriarchentitels. Bei den Armeniern gehen die Katholikoi den Patriarchen voran.

## Römisch-katholische Kirche

Wappen eines katholischen Patriarchen, ein Galero mit 30 Quasten. Ist der Patriarch ein Kardinal, so ist der Galero rot

Das altkirchliche Patriarchat der Westkirche in Rom ist heute Papstsitz und der Papst Oberhaupt der römisch-katholischen Kirche. Der den römischen Bischöfen im 5. Jahrhundert verliehene Titel „Patriarch des Abendlandes“ (auch „Patriarch des Okzidents“ oder „Patriarch des Westens“) wurde von Benedikt XVI. 2005 abgelegt und seit 2024 von Papst Franziskus wieder geführt.
In der römisch-katholischen Kirche gibt es zehn Patriarchen, vier lateinische und sechs in den Katholischen Ostkirchen. Sieben Patriarchen und der Papst haben eine eigene Jurisdiktion, während drei lateinische Patriarchen keine eigene Jurisdiktion besitzen. Das melkitische griechisch-katholische Patriarchat gliedert sich in drei Patriarchalsitze, die aber von einem Patriarchen geführt werden.
Den Anspruch der Jurisdiktionsgewalt über die Weltkirche einschließlich der anderen Patriarchate bezieht der Papst nicht aus der patriarchalen Jurisdiktion, sondern dem Jurisdiktionsprimat.
Die Patriarchen der römisch-katholischen Kirche benötigen teilweise die Bestätigung bestimmter Rechtshandlungen durch den Papst. Eine vergleichbare Stellung, aber keine patriarchale Jurisdiktion besitzen die Großerzbischöfe. Sie sind Oberhäupter katholischer Ostkirchen, die nicht zu den altkirchlichen Patriarchaten oder Katholikaten zählen, oder aus Gründen der Ökumene mit anderen Kirchen keinen Patriarchentitel führen. Bei Großerzbischöfen muss der Papst die Wahl bestätigen, bevor der Erwählte inthronisiert werden und sein Amt antreten kann. Für Patriarchen ist eine Bestätigung der Wahl nicht erforderlich. Der neugewählte Patriarch bittet den Papst lediglich schriftlich um die sogenannte Ecclesiastica communio.
Lateinische Kirche
Innerhalb der lateinischen Kirche gibt es vier Patriarchen. Drei von ihnen stehen Diözesen mit Patriarchalsitz vor, einer steht als Erzbischof einem Erzbistum vor:
- Pierbattista Pizzaballa, Lateinischer Patriarch von Jerusalem
- Rui Manuel Sousa Valério SMM, Patriarch von Lissabon
- Francesco Moraglia, Patriarch von Venedig
- Filipe Neri António Sebastião do Rosário Ferrão, Patriarch von Ostindien, Erzbischof von Goa und Daman
- Patriarch von Westindien (vakant seit 1963)

Katholische Ostkirchen
- Ibrahim Isaac Sidrak, koptischer Patriarch von Alexandrien
- Béchara Pierre Raï, maronitischer Patriarch von Antiochien und dem ganzen Orient (Kardinalbischof)
- Ignatius Joseph III. Younan, syrischer Patriarch von Antiochien und dem ganzen Orient
- Joseph I., melkitischer Patriarch von Antiochien und dem ganzen Orient, – von Alexandrien, – von Jerusalem
- Louis Raphaël I. Sako, Patriarch von Bagdad (Kardinalbischof)
- Raphaël Bedros XXI. Minassian, Patriarch von Kilikien der Armenier

## Andere Kirchen
Auch die Oberhäupter der Katholisch-apostolischen Kirche Brasiliens und der Tschechoslowakischen hussitischen Kirche werden als Patriarchen bezeichnet.